# Alma Rosa Aguirre
Alma Rosa Aguirre Juárez (Ciudad Juárez, Chihuahua, 19 de febrero de 1929-Ciudad de México, 27 de enero de 2025) fue una actriz mexicana. 
Entre sus trabajos más destacados se encuentra su participación en las películas Los viejos somos así (1948), La liga de las muchachas (1950), Nosotras las taquígrafas (1950), Nosotras las sirvientas (1951), El siete machos (1951), y El pecado de ser mujer (1955).

## Biografía y carrera

### 1929-1945: primeros años
Alma Rosa Aguirre Juárez nació el 19 de febrero de 1929 en Ciudad Juárez, Chihuahua, siendo hija de Emma Juárez y de Jesús Aguirre Castillo, un militar capitán segundo. Tuvo cuatro hermanos; Hilda, Mario, Elsa y Jesús.
En su infancia, su familia gozó de una buena posición económica, pero durante el transcurso de la Segunda Guerra Mundial, su situación cambió a causa de los efectos que el antedicho conflicto armado empezó a dejar en el estado de Chihuahua. Encontrándose en pobreza extrema y con sus circunstancias de vida empeorando, su padre la mando a ella, a sus hermanos y a su madre, a vivir a Ciudad de México. Allí, primero radicaron en un departamento cerca de Chapultepec, y después se mudaron a Mixcoac, lugar en el que Rosa y sus hermanos vivieron la mayor parte de su niñez y adolescencia. Luego de que su padre los alcanzara y se mudara con ellos, se trasladaron a Tacubaya.

### 1945-1959: incursión actoral
En 1945, su tía Elsa los visitó para platicarle a su mamá sobre un concurso de belleza que la productora cinematográfica Clasa Films Mundiales se encontraba preparando, el cual tendría como premio aparecer en un papel secundario en la película El sexo fuerte. Una vez que su hermana Elsa se recuperó de una fiebre de malta que había contraído, su progenitora la llevó a ella, a Elsa, y a su hermana Hilda, a participar en dicho concurso. En la competencia, Hilda ganó el tercer lugar, ella, con 16 años, el segundo, y Elsa, con 14, el primero. De esta manera, las cintas El sexo fuerte y El pasajero diez mil, ambas de 1946, se convirtieron en los primeros trabajos actorales que ella y su hermana realizaron en sus respectivas carreras como actrices, sin contar a Hilda, quien a diferencia de sus hermanas, declinó perseguir una carrera como actriz. Una tercera cinta con Clasa Films se encontraba en desarrollo, pero ya que ambas eran menores de edad, su mamá decidió cancelar sus contratos, debido a que se le negó el derecho de acompañarlas durante sus llamados de filmación para esa tercera producción.
Pese a esto, ella y su hermana continuaron con sus carreras pero de forma separada; Elsa se unió a la productora Bracho Films para participar en el filme Don Simón de Lira de 1946, mientras que ella retomó sus actividades con la película La sin ventura de 1948, producida por Filmex. Ya en solitario, Alma Rosa destacó por sus papeles protagónicos en títulos como Yo quiero ser hombre (1950), Nosotras las taquígrafas (1950), Nosotras las sirvientas (1951), Canasta uruguaya (1951), El siete machos (1951), La miel se fue de la luna (1952), No te ofendas, Beatriz (1953), y el El pecado de ser mujer (1955).
En 1955, tras terminar las grabaciones de la película Orgullo de mujer (1956), decidió hacer una pausa en su carrera para poder formar una familia; fue así que en 1956, contrajo matrimonio con un hombre, de quien se desconoce la identidad. Al poco tiempo de haberse casado, procrearon a su único hijo, una niña a la que bautizaron como Emma Isela; luego de tener problemas matrimoniales, se divorciaron en 1957. Ese mismo año, se reincorporó a sus actividades artísticas filmando la cinta, Ama a tu prójimo, estrenada en 1958.

### 1959-1973: últimos trabajos y retiro
En 1959, a pesar de encontrarse en el mayor apogeo de su carrera y teniendo apenas 30 años de edad, Alma Rosa, y su hermana Elsa de 29 años, decidieron retirarse profesionalmente para poder llevar una vida normal. Sin embargo, a raíz del problemático primer matrimonio de su hermana Elsa, esta última regresó al mundo del entretenimiento en 1962. Por su parte, Alma Rosa pasó doce años alejada de la vida artística, hasta que en 1971, comenzó a grabar la película Santa Fe, estrenada en 1972; un año después, en 1973, se lanzó Volver, volver, también conocida como Entre monjas anda el diablo, un proyecto que marcó su último trabajo como actriz, ya que posteriormente, se retiró de forma definitiva y se alejó de la vida pública.

### 1973-2023: vida posterior
Después de 47 años de no tenerse noticias sobre ella, en 2020, se reportó que vivía en «La Casa del Actor», un asilo a cargo del patronato de la Asociación Nacional de Actores (ANDA) exclusivo para artistas jubilados de la tercera edad, localizado en Ciudad de México. Su establecimiento en dicho lugar lo hizo por voluntad propia, aún cuando su hermana Elsa trato de convencerla de irse a vivir juntas, idea que Alma rechazó, ya que quería socializar con otros colegas retirados en dicha casa de reposo; aunado a esto, también lo decidió para no ser una carga para su única hija, quien se casó e hizo su vida.
A causa de problemas de salud derivados por su edad que dificultaron la movilidad de sus piernas, desde 2021, requirió el uso definitivo de una silla de ruedas para poder desplazarse. En noviembre de 2023, acompañó a su hermana Elsa durante un homenaje que la Asociación Nacional de Actores le realizó para entregarle una medalla conmemorativa por cumplir de manera oficial 75 años de haber iniciado sus actividades fílmicas.

## Muerte
El 27 de enero de 2025, Alma Rosa falleció en el asilo Casa del Actor de Ciudad de México a los 95 años de edad. Al día siguiente, tuvo una breve ceremonia de despedida y su cuerpo fue cremado en una funeraria de la misma ciudad.

## Filmografía
| Año  | Título                             | Papel                    | Notas                                             |
| ---- | ---------------------------------- | ------------------------ | ------------------------------------------------- |
| 1946 | El sexo fuerte                     | Pacienta primera         |                                                   |
| 1946 | El pasajero diez mil               | Florista                 |                                                   |
| 1948 | La sin ventura                     | Anita                    |                                                   |
| 1948 | Los viejos somos así               | Lidia                    |                                                   |
| 1948 | Dueña y señora                     | Beba                     |                                                   |
| 1949 | La familia Pérez                   | Patricia                 |                                                   |
| 1949 | El baño de Afrodita                | Luz                      |                                                   |
| 1949 | Una gallega en México              | Aurora                   |                                                   |
| 1950 | La liga de las muchachas           | Amelia                   |                                                   |
| 1950 | Yo quiero ser hombre               | Divina / Panchito        |                                                   |
| 1950 | Nosotras las taquígrafas           | María Eugenia Blanco     |                                                   |
| 1951 | Si usted no puede, yo sí           | Marta                    |                                                   |
| 1951 | El siete machos                    | Rosario                  |                                                   |
| 1951 | Amar fue su pecado                 | Berta                    |                                                   |
| 1951 | Canasta uruguaya                   | Martita Pérez García     |                                                   |
| 1951 | Nosotras las sirvientas            | Claudia                  |                                                   |
| 1952 | La miel se fue de la luna          | Mini                     |                                                   |
| 1952 | El fronterizo                      | Virginia                 |                                                   |
| 1953 | No te ofendas, Beatriz             | Beatriz                  |                                                   |
| 1953 | Siete mujeres                      | Personaje desconocido    |                                                   |
| 1954 | La perversa                        | Gloria Bermúdez          |                                                   |
| 1954 | Me perderé contigo                 | Personaje desconocido    |                                                   |
| 1954 | Morir para vivir                   | Personaje desconocido    |                                                   |
| 1955 | Al diablo las mujeres              | Rosita                   |                                                   |
| 1955 | El pecado de ser mujer             | María Luisa Aguirre      |                                                   |
| 1956 | El fantasma de la casa roja        | Mercedes Benz de carrera |                                                   |
| 1956 | Orgullo de mujer                   | Natalia Montalvo         |                                                   |
| 1958 | Ama a tu prójimo                   | Mónica Saldivar          |                                                   |
| 1959 | Los diablos del terror             | Ana Teresa Pacheco       |                                                   |
| 1959 | Los hijos ajenos                   | Aurora                   |                                                   |
| 1960 | Cuando ¡Viva Villa..! es la muerte | La Adelita               |                                                   |
| 1972 | Santa Fe                           | Personaje desconocido    |                                                   |
| 1973 | Volver, volver                     | Sor Ana                  | También conocida como Entre monjas anda el diablo |